# أنا-ليزا أريكسون
أنّا-ليزا أريكسون (بالسويدية: Anna-Lisa Eriksson)‏ هي متزحلقة سويدية، ولدت في 21 يونيو 1928 في سوندسفال في السويد، وتوفيت في 26 مايو 2012 في هارنوساند في السويد.

## وصلات خارجية
- أنا-ليزا أريكسون على موقع أوليمبيديا (الإنجليزية)
- أنا-ليزا أريكسون على موقع اللجنة الأولمبية السويدية (السويدية)